# 옥토미투스속
옥토미투스속(Octomitus)은 중복편모충목에 속하는 편모충류 원생생물 속이다. 엑스카바타계로 분류한다. 설치류와 양서류의 소화관에 기생하는 옥토미투스 인테스티날리스(Octomitus intestinalis)를 포함하고 있다.